# 花蕊夫人 (前蜀)
花蕊夫人（约883年—926年），五代十國時期人物，成都人，徐耕之女，與其姊徐賢妃均為前蜀开国皇帝王建的妃子，封淑妃，又称小徐妃。一說她是前蜀後主王衍姨母，一說她是王衍生母。

## 生平
徐淑妃號花蕊夫人，唐末、前蜀官員徐耕之女，與其姊徐賢妃均為前蜀开国皇帝王建的妃子。一說其姊徐賢妃是王建之子——後主王衍的生母，王建死后，王衍尊姨母徐淑妃为翊聖皇太妃（徐太妃），徐賢妃則尊為順聖太后（徐太后）。一說被稱為花蕊夫人的淑妃才是王衍生母及順聖太后，賢妃才是翊聖皇太妃。
她交结佞臣，专权受贿。後隨王衍歸降後唐，一說为唐莊宗所杀，一說为入後唐途中遇害。
王衍在位時，徐太妃、徐太后都愛出遊及創作詩詞，但傳世的约九十余首至百余首《花蕊夫人宫词》是否前蜀徐妃之作，未有定論，詳見下節。

## 花蕊夫人宮詞爭議
五代十國時期共有三位號稱「花蕊夫人」的女性，包括本條目傳主（前蜀王建的徐妃）、後蜀後主孟昶的慧妃徐氏（一說姓費），還有一位南唐宮人或稱李煜妃，又被稱為「小花蕊」，三人皆善詩詞，由於時期相近，她們的事跡常被混淆，在後世記載中出現張冠李戴的情況。
流傳於世的约九十余首至百余首《花蕊夫人宫词》（多少首能確定為花蕊夫人作品亦有爭議），最早為北宋官員王安國奉詔校定秦、蜀、楚三地獻書時所得，自北宋以來絕大部分文獻都稱是後蜀慧妃所作。至二十世紀，學術界開始出現《花蕊夫人宫词》實為前蜀徐妃所作的見解，否定傳統觀點，此說最早見於浦江清的論文《花蕊夫人宫词考証》，並已被一些書籍所採納，但學術界對此一直存在質疑、反駁的聲音，未有定論，亦有學者僅引用傳統觀點。